# Dressurprüfung

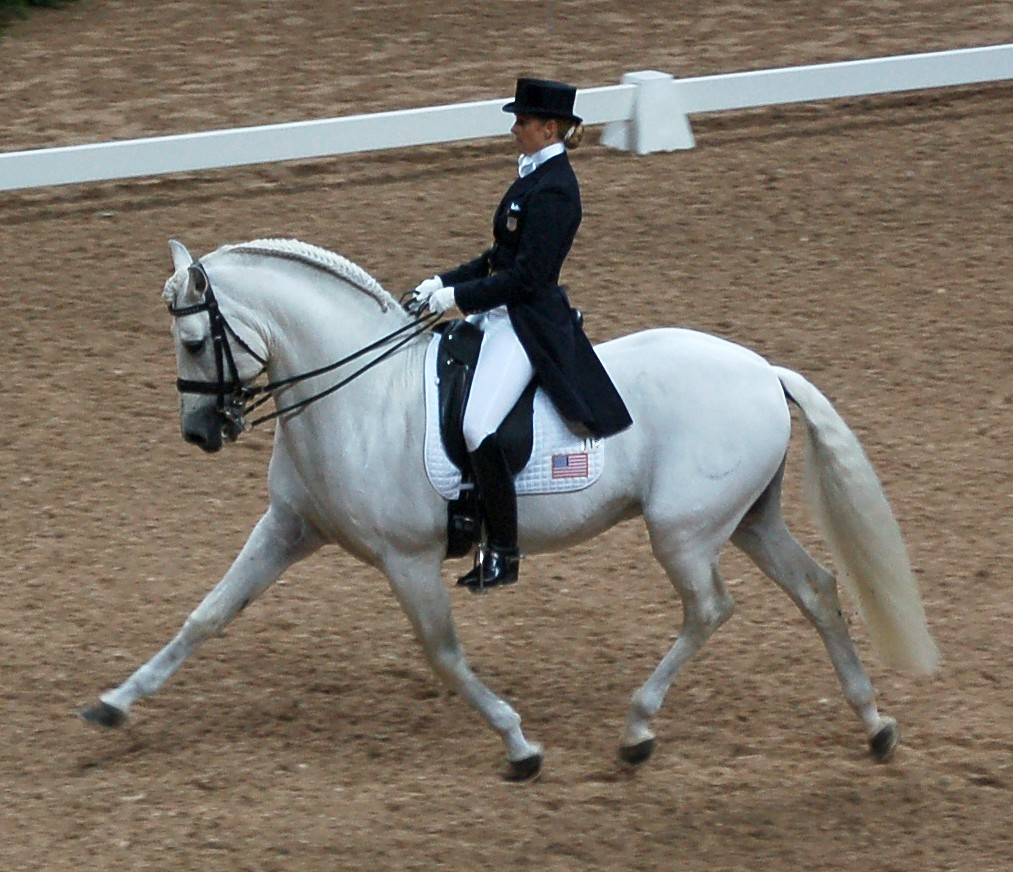
Bild aus einer Dressurprüfung (Weltcupfinale 2007)

Eine Dressurprüfung ist eine Leistungsprüfung im Dressurreiten, deren Ablauf nach nationalem oder internationalem Reglement geregelt ist.  Mehrere Dressurprüfungen (oder auch andere reitsportliche Prüfungen, je nach Ausschreibung) bilden zusammen ein Reitturnier.
Dieser Artikel behandelt die von der FEI festgelegten Prüfungen.

## Wertungsnoten
Für die einzelnen geforderten Lektionen werden von den Richtern Noten vergeben, die am Ende der Prüfung zu einer Gesamtnote addiert werden. Hierbei werden folgende Noten vergeben:

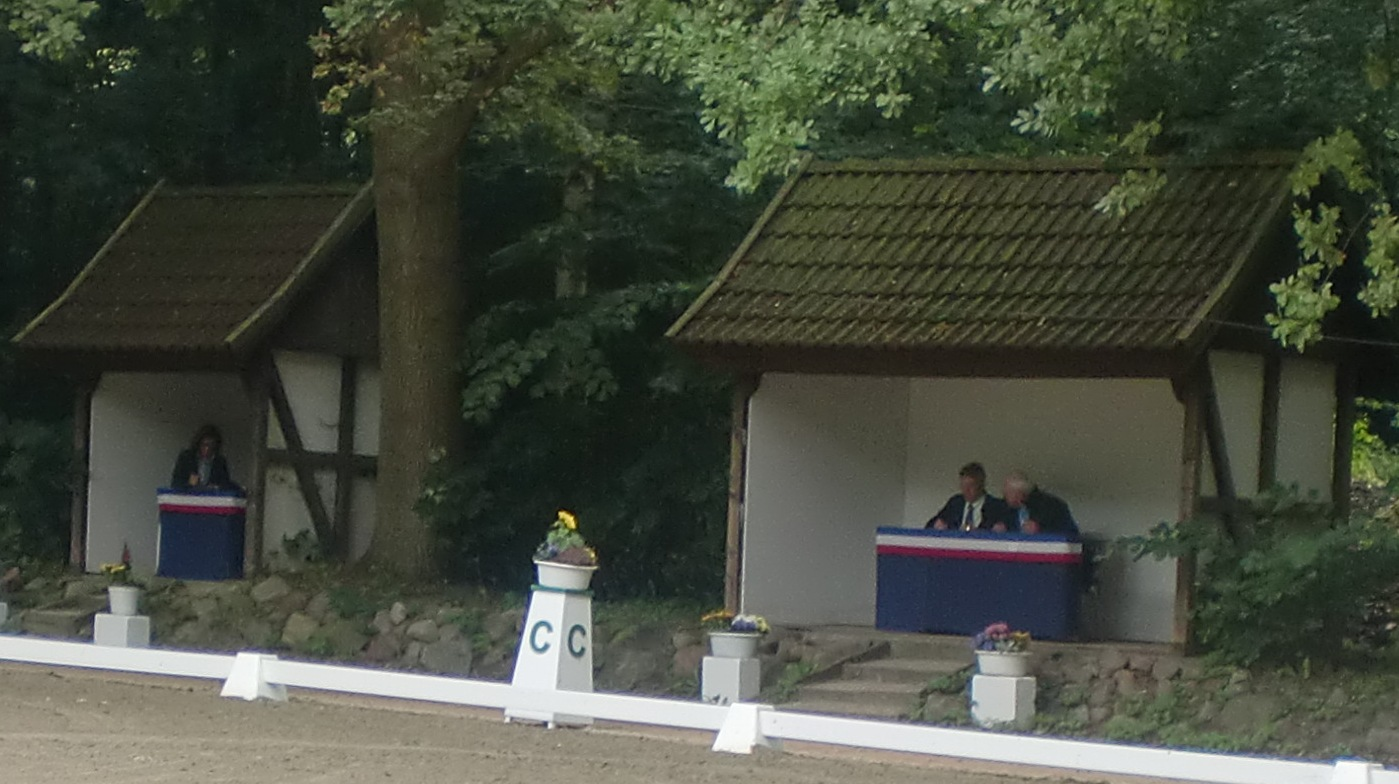
Dressurrichter bei der Notenvergabe

- 0,0: nicht ausgeführt
- 0,5
- 1,0: sehr schlecht
- 1,5
- 2,0: schlecht
- 2,5
- 3,0: ziemlich schlecht
- 3,5
- 4,0: mangelhaft
- 4,5
- 5,0: genügend
- 5,5
- 6,0: befriedigend
- 6,5
- 7,0: ziemlich gut
- 7,5
- 8,0: gut
- 8,5
- 9,0: sehr gut
- 9,5
- 10,0: ausgezeichnet[1]

## Altersklassen Reiter / Senioren
Die internationalen Dressurprüfungen für Reiter / Senioren wurden zuletzt 2009 überarbeitet, zuvor wurde die Version von 2003 ausgeritten.

### Prix St. Georges
Der Prix St. Georges ist die internationale Dressurprüfung mit dem niedrigsten Niveau dieser Altersklasse. Er darf mit Pferden bestritten werden, die mindestens 7 Jahre alt sind und ist pro Starter rund 5 Minuten 50 Sekunden lang.
Beim Prix St. Georges werden folgende Lektionen verlangt:
- Einreiten, halten bei X, Grüßen (es wird das große Dressurviereck 20 m × 60 m genutzt)
- Trab: versammelter Trab (mehrfach), starker Trab (mehrfach), Mitteltrab, Übergänge zwischen versammeltem und starkem Trab
- Schulterherein
- Volte – 8 Meter-Durchmesser (zweimal)
- traversieren (mehrfach nach links und rechts)
- Schritt: versammelter Schritt (mehrfach), starker Schritt
- halbe Schrittpirouette – 180° (einmal nach links, einmal nach rechts)
- Galopp: versammelter Galopp (mehrfach), Außengalopp (mehrfach), fliegende Galoppwechsel (mehrfach), starker Galopp
- halbe  Galopppirouette – 180° (einmal nach links, einmal nach rechts)
- bei X halten, Grüßen

Zusätzlich werden die Reinheit der Gänge, Schwung, die Gehorsamkeit / Durchlässigkeit des Pferdes sowie Sitz und Einwirkung des Reiters bewertet. 
Mit einem Koeffizienten von 2 (also mit doppelter Bedeutung) gehen die Wertnoten für das Traversieren, den versammelten Schritt, für das im starken Schritt durch die ganze Bahn wechseln, für die halben Galopppirouetten, für die Gehorsamkeit / Durchlässigkeit des Pferdes sowie für Sitz und Einwirkung des Reiters in die Gesamtnote ein.

### Intermediaire I
Die Intermediaire I ist die nächstschwerere internationale Dressurprüfung dieser Altersklasse. Sie darf mit Pferden bestritten werden, die mindestens 7 Jahre alt sind und ist pro Starter circa 5 Minuten 30 Sekunden lang.
Bei der Intermediaire I werden folgende Lektionen verlangt:
- Einreiten im versammelten Galopp, halten bei X, Grüßen (es wird das große Dressurviereck 20 × 60 m genutzt)
- Trab: versammelter Trab, Mitteltrab, starker Trab (mehrfach)
- Schulterherein (zweimal)
- Volte – 8 Meter-Durchmesser (zweimal)
- traversieren (nach rechts und links), Traversalverschiebung
- Rückwärtsrichten
- Schritt: versammelter Schritt, starker Schritt
- Galopp: versammelter Galopp (mehrfach), starker Galopp, fliegende Galoppwechsel (mehrfach)
- ganze  Galopppirouette – 360° (einmal nach links, einmal nach rechts)
- bei X halten, Grüßen

Zusätzlich werden die Reinheit der Gänge, Schwung, die Gehorsamkeit / Durchlässigkeit des Pferdes sowie Sitz und Einwirkung des Reiters bewertet. 
Mit einem Koeffizienten von 2 (also mit doppelter Bedeutung) gehen die Wertnoten für das Traversieren, den versammelten Trab, den versammelten Schritt, für das im starken Schritt durch die halbe Bahn wechseln, für die Traversalverschiebungen und einzelne fliegende Galoppwechsel, für die ganzen Galopppirouetten, die Gehorsamkeit / Durchlässigkeit des Pferdes sowie Sitz und Einwirkung des Reiters in die Gesamtnote ein.

### Intermediaire I Kür
Die Intermediaire I Kür ist die Kürprüfung mit dem am niedrigsten angesetzten Prüfungsniveau von internationalen Dressurprüfungen der Reiter / Senioren.
In dieser Aufgabe müssen die Teilnehmer die in der Intermediaire I verlangten Lektionen vorreiten, haben jedoch die freie Wahl der Reihenfolge. Die Aufgabe wird zu Musik geritten, die der Teilnehmer frei gewählt hat.
Neben der normalen Bewertung der geforderten Lektionen, die in Form der A-Note erfolgt, wird auch eine B-Note (künstlerische Note) vergeben. Bei dieser werden unter anderem Rhythmus, die Harmonie zwischen Reiter und Pferd, die Choreografie, Schwierigkeit der Kür, Musik und die Interpretation der Musik bewertet.  Beide Noten zählen zu je fünfzig Prozent zum Gesamtergebnis.

### Intermediaire II
Die Intermediaire II ist eine Dressurprüfung der Altersklassen Reiter / Senioren, die sich in ihrer Schwierigkeit zwischen Intermediaire I und Grand Prix de Dressage befindet. Sie darf mit Pferden bestritten werden, die mindestens 7 Jahre alt sind und ist pro Starter circa 5 Minuten 15 Sekunden lang. Hier werden von einem Teilnehmer erstmals Piaffe und Passage verlangt.
Bei der Intermediaire II werden folgende Lektionen verlangt:
- Einreiten im versammelten Galopp, halten bei X, Grüßen (es wird das große Dressurviereck 20 m × 60 m genutzt)
- Trab: versammelter Trab, starker Trab
- traversieren (nach rechts und links), Traversalverschiebung
- Passage (mehrfach)
- Piaffe mit 8 bis 10 Tritten (mehrfach)
- Schritt: versammelter Schritt, starker Schritt
- Galopp: versammelter Galopp (mehrfach), starker Galopp, fliegende Galoppwechsel (mehrfach)
- ganze  Galopppirouette – 360° (einmal nach links, einmal nach rechts)
- bei X halten, Grüßen

Zusätzlich werden die Reinheit der Gänge, Schwung, die Gehorsamkeit / Durchlässigkeit des Pferdes sowie Sitz und Einwirkung des Reiters bewertet. 
Mit einem Koeffizienten von 2 (also mit doppelter Bedeutung) gehen die Wertnoten für die Traversalverschiebungen, den starken und versammelten Schritt, für die ganzen Galopppirouetten, die Gehorsamkeit / Durchlässigkeit des Pferdes sowie Sitz und Einwirkung des Reiters in die Gesamtnote ein.

### Intermediaire A und B
Die Prüfungen Intermediaire A und Intermediaire B sind zwei weitere internationale Dressurprüfung dieser Altersklasse. Sie wurden 2014 eingeführt und sollten zunächst die Intermediaire II ersetzen, was jedoch nicht umgesetzt wurde. Die Aufgaben dürfen mit Pferden bestritten werden, die mindestens 8 Jahre alt sind, die Prüfungen sind pro Starter über 5 Minuten lang.
Bei der Intermediaire A werden folgende Lektionen verlangt:
- Einreiten im versammelten Galopp, halten bei X, Grüßen (es wird das große Dressurviereck 20 m × 60 m genutzt)
- Trab: versammelter Trab, starker Trab (mehrfach)
- traversieren (nach rechts und links, mehrfach)
- Passage aus dem versammelten Trab (zweimal)
- Piaffe mit 7 bis 10 Tritten (zweimal) aus dem versammelten Trab
- Schritt: versammelter Schritt, starker Schritt
- Galopp: versammelter Galopp (mehrfach), starker Galopp, fliegende Galoppwechsel (mehrfach)
- ganze  Galopppirouette – 360° (einmal nach links, einmal nach rechts)
- bei X halten, Grüßen

Bei der Intermediaire B werden folgende Lektionen verlangt:
- Einreiten im versammelten Galopp, halten bei X, Grüßen (es wird das große Dressurviereck 20 m × 60 m genutzt)
- Trab: versammelter Trab, Mitteltrab, starker Trab (mehrfach)
- traversieren (nach rechts und links, mehrfach)
- Piaffe mit 7 bis 10 Tritten (zweimal) aus dem versammelten Schritt
- Schritt: versammelter Schritt, starker Schritt
- Galopp: versammelter Galopp (mehrfach), starker Galopp, fliegende Galoppwechsel (mehrfach)
- Passage aus dem versammelten Trab (zweimal)
- Rückwärtsrichten
- ganze Galopppirouette – 360° (einmal nach links, einmal nach rechts)
- bei X halten, Grüßen

Zusätzlich werden bei beiden Aufgaben die Reinheit der Gänge, Schwung, die Gehorsamkeit / Durchlässigkeit des Pferdes sowie Sitz und Einwirkung des Reiters bewertet.
Mit einem Koeffizienten von 2 (also mit doppelter Bedeutung) gehen die Wertnoten für das Traversieren, den versammelten Schritt und den starken Schritt, für die ganzen Galopppirouetten, die Gehorsamkeit / Durchlässigkeit des Pferdes sowie Sitz und Einwirkung des Reiters in die Gesamtnote ein.

### Grand Prix de Dressage

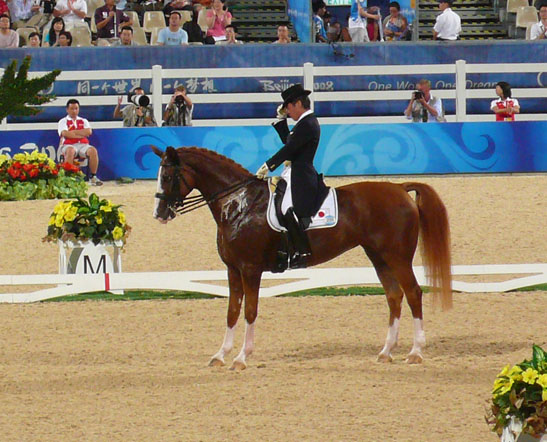
Grußaufstellung in einem Grand Prix (Hiroshi Hoketsu bei den Olympischen Spielen 2008)

Die Grand Prix de Dressage, meist kurz als Grand Prix bezeichnet, ist die zweitschwerste internationale Dressurprüfung mit festgelegtem Prüfungslektionenablauf dieser Altersklasse. Er darf mit Pferden bestritten werden, die mindestens acht Jahre alt sind und ist pro Starter etwa 5 Minuten 45 Sekunden lang.
Beim Grand Prix werden folgende Lektion verlangt:
- Einreiten im versammelten Galopp, halten bei X, Grüßen (es wird das große Dressurviereck 20 m × 60 m genutzt)
- Trab: versammelter Trab (mehrfach), starker Trab (mehrfach)
- traversieren (nach rechts und links), Traversalverschiebung
- Rückwärtsrichten
- Passage (mehrfach)
- Piaffe mit 12 bis 15 Tritten (mehrfach)
- Schritt: versammelter Schritt, starker Schritt
- Galopp: versammelter Galopp (mehrfach), starker Galopp, fliegende Galoppwechsel (mehrfach)
- ganze  Galopppirouette - 360° (einmal nach links, einmal nach rechts)
- bei X halten, Grüßen

Zusätzlich werden die Reinheit der Gänge, Schwung, die Gehorsamkeit / Durchlässigkeit des Pferdes sowie Sitz und Einwirkung des Reiters bewertet. 
Mit einem Koeffizienten von 2 (also mit doppelter Bedeutung) gehen die Wertnoten für das Traversieren, den versammelten Trab, den versammelten Schritt, für das im starken Schritt durch die Bahn wechseln, für die Traversalverschiebungen und fliegende Galoppwechsel von Sprung zu Sprung, für die ganzen Galopppirouetten, für die Piaffen, die Gehorsamkeit / Durchlässigkeit des Pferdes sowie Sitz und Einwirkung des Reiters in die Gesamtnote ein.

### Grand Prix Spécial
Der Grand Prix Spécial, eingedeutscht oft auch ohne Akzent Grand Prix Special geschrieben, ist die schwerste internationale Dressurprüfung mit festgelegtem Prüfungslektionenablauf. Er darf mit Pferden bestritten werden, die mindestens 8 Jahre alt sind und ist pro Starter etwa 6 Minuten 40 Sekunden lang.
Im Grand Prix Spécial werden folgende Lektionen verlangt:
- Einreiten im versammelten Galopp, halten bei X, Grüßen (es wird das große Dressurviereck 20 m × 60 m genutzt)
- Trab: versammelter Trab (mehrfach), starker Trab (mehrfach)
- Passage (mehrfach)
- traversieren (nach rechts und links)
- Schritt: versammelter Schritt, starker Schritt
- Piaffe mit 12 bis 15 Tritten (mehrfach)
- Galopp: versammelter Galopp (mehrfach), starker Galopp, fliegende Galoppwechsel (mehrfach)
- ganze  Galopppirouette – 360° (einmal nach links, einmal nach rechts)
- bei X halten

Außerdem werden die Reinheit der Gänge, Schwung, die Gehorsamkeit / Durchlässigkeit des Pferdes sowie Sitz und Einwirkung des Reiters bewertet.
Mit einem Koeffizienten von 2 (also mit doppelter Bedeutung) gehen die Wertnoten für das Traversieren, den versammelten Trab, den versammelten Schritt, für das im starken Schritt durch die ganze Bahn wechseln,  für die Traversalverschiebungen und fliegende Galoppwechsel von Sprung zu Sprung, für die ganzen Galopppirouetten, die Gehorsamkeit / Durchlässigkeit des Pferdes sowie Sitz und Einwirkung des Reiters in die Gesamtnote ein.

### Grand Prix Kür
- Zur Geschichte der Grand Prix Kür siehe auch FEI-Weltcup Dressurreiten

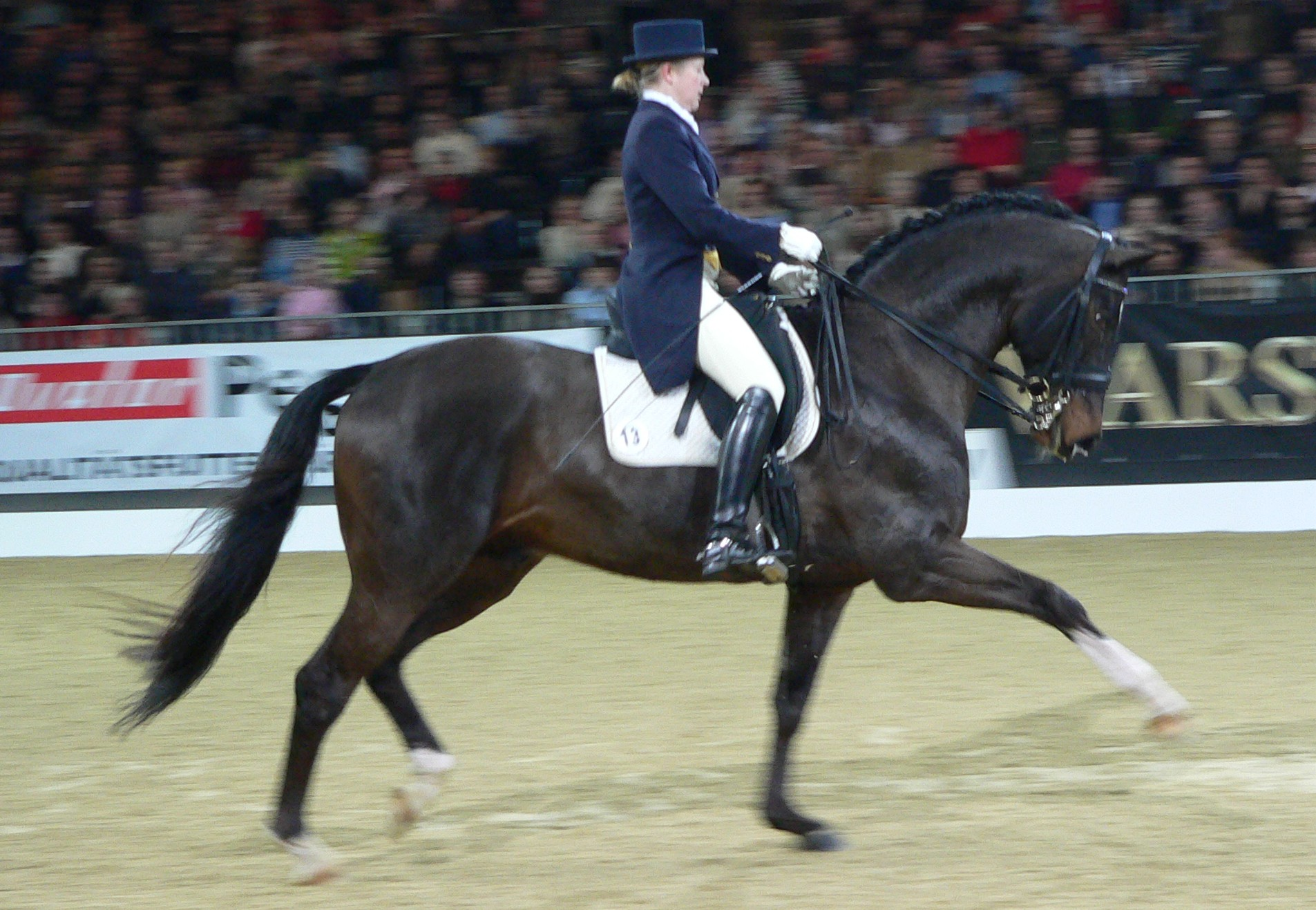
Starker Trab bei einer Kür

Die Grand Prix Kür ist die Kürprüfung mit dem am höchsten angesetzten Prüfungsniveau von internationalen Dressurprüfungen der Reiter / Senioren.
In dieser Aufgabe müssen die Teilnehmer ein sich am Grand Prix Spécial orientierendes Lektionsprogramm vorreiten, haben jedoch die freie Wahl bei der Reihenfolge dieser. Hierbei besteht insbesondere durch die Wahl der Aneinanderreihung der einzelnen Lektionen (und dem daraus resultierenden Schwierigkeitsniveau der Übergänge) als auch durch die Kombination von Lektionen (zum Beispiel durch den Einbau von Piaffpiruetten) die Möglichkeit das Schwierigkeitsniveau zu variieren.
Die Aufgabe wird zu Musik geritten, die der Teilnehmer frei gewählt hat. Neben der normalen Bewertung der geforderten Lektionen, die in Form der A-Note erfolgt, wird auch eine B-Note (künstlerische Note) vergeben. Bei dieser werden unter anderem Rhythmus, die Harmonie zwischen Reiter und Pferd, die Choreografie, Schwierigkeit der Kür, Musik und die Interpretation der Musik bewertet. Beide Noten zählen zu je fünfzig Prozent zum Gesamtergebnis.

## Reiter unter 25
Die internationalen Dressurprüfungen für Children, Ponyreiter, Junioren und Junge Reiter wurde zuletzt 2009 überarbeitet.
In diesen Altersklassen werden jeweils drei unterschiedliche Dressuraufgaben ausgeritten: die Vorbereitungsaufgabe (Preliminary Competition), die Mannschaftsaufgänge (einzeln zu reiten, wird für die Mannschaftswertungen bei internationalen Jugendchampionaten verwendet) und die Einzelaufgabe.
Bei den Children (Altersgruppe von 12 bis 14 Jahren auf Großpferden) werden neben versammeltem und Mittelschritt, -trab und -galopp unter anderem Schulterherein und Trabvolten mit 10 Meter-Durchmesser verlangt.
In der Altersklasse der Ponyreiter (Altersgruppe von 12 bis 16 Jahre auf Ponys) kommen als Anforderungen unter anderem der starke Schritt, Trab und Galopp sowie einfache Galoppwechsel und halbe Pirouetten hinzu. Zudem werden die Volten und halben Volten auf einem 8 Meter-Durchmesser geritten.
Die nächste Altersgruppe ist die der Junioren, der Altersgruppe von 14 bis 18 Jahre (offen für Großpferde). Im Vergleich zu den Ponyreitern werden im Bereich der Volten nur Halbe Volten mit einem 10 Meter-Durchmesser gefordert. Hierzu kommen unter anderem fliegende Galoppwechsel.
Bei den Jungen Reitern (Altersgruppe von 16 bis 21 Jahre) ist das Prüfungsniveau nochmals gesteigert. Bei den Volten werden hier ganze Volten mit einem 8 Meter-Durchmesser geritten. Der Mittelgalopp wird nicht mehr verlangt.
Ergänzend zu diesen Prüfungen ist auch eine Prüfung für Reiter von 16 bis 25 Jahre vorgesehen. In diesem „Young Rider Grand Prix“ (auch FEI Grand Prix U25) kommen, angelehnt an den Grand Prix de Dressage, Piaffe und Pirouette als Lektionen hinzu. Mitteltrab und Schulterherein werden nicht mehr gefordert.
Für Children, Ponyreiter, Junioren und Junge Reiter existieren jeweils auch Küraufgaben, die sich an den jeweiligen Einzelaufgaben orientieren.

## Junge Dressurpferde
Die internationalen Dressurprüfungen für junge Dressurpferde wurden zuletzt 2009 überarbeitet. Hierbei werden Vorbereitungsprüfungen für 5- und 6-jährige Dressurpferde und Dressurprüfungen für 4-, 5- und 6-jährige Dressurpferde ausgeschrieben. Die Aufgaben steigern sich in ihrer Schwierigkeit je nach dem Alter des Pferdes.